# Staf Van Elzen
Staf Van Elzen (Deurne, 30 mei 1915 - Antwerpen, 20 mei 1987) was een Belgisch neo-expressionistisch kunstschilder.

## Levensloop
De kunstenaar volgde zijn opleiding aan de Kunstacademie van Antwerpen waar hij tevens woonachtig was. In 1951 liet hij zich uitschrijven in Borgerhout en verhuisde naar Kontich. Hier (Altenastraat 1) bouwde hij eigenhandig zijn huis en atelier te midden van een weelderige tuin met allerlei fruitbomen met zicht op het Altenapark.
Zijn oeuvre omvat een uiteenlopend gamma van olieverfschilderijen, portretten, landschappen, aquarellen, pentekeningen en "half-reliëf" houtsnijkunstwerken. Daarnaast versierde hij het timpaan boven de ingangsdeur van de Reepkenskapel te Kontich met een tekening in sgraffito-techniek. Zijn inspiratie zoekt en vindt hij voornamelijk in eigen tuin en het aangrenzende Altenapark. 
Van Elzen was bezijdens kunstenaar een stichter en directeur van de Gemeentelijke Academie voor Schone Kunsten te Kontich, die Van Elzen in 1967 oprichtte op uitnodiging en initiatief van de schepen van cultuur, dokter Paul Byttebier, met onder de eerste leerkrachten Van Elzen zelf en Hugo Leyers.